# St. Stephan (Machtlfing)

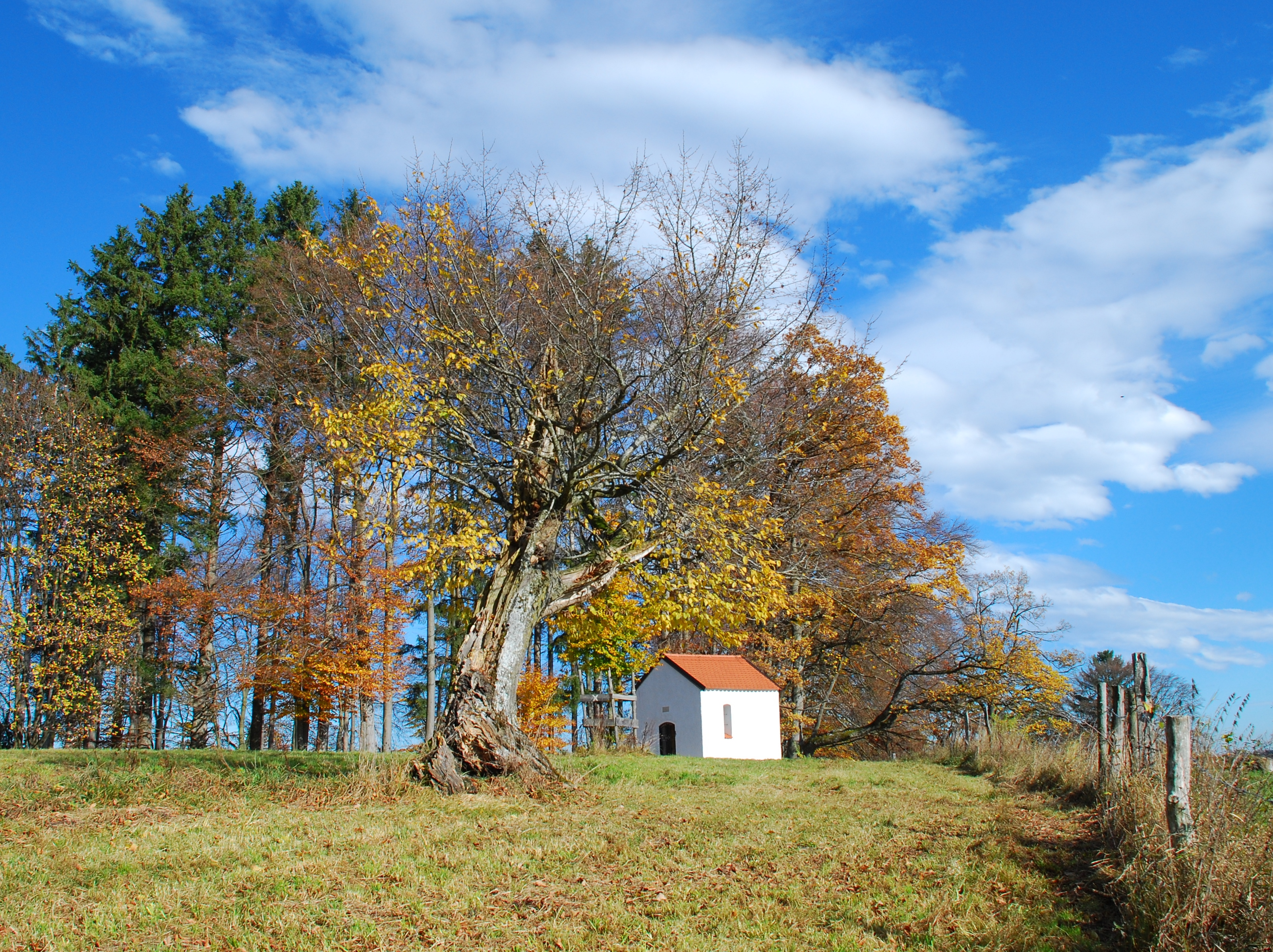
Wallfahrtskapelle St. Stephan bei Machtlfing

Die römisch-katholische Wallfahrtskapelle St. Stephan liegt nordwestlich von Machtlfing, einem Gemeindeteil von Andechs, und gehört zum Bistum Augsburg.

## Geschichte

Altarretabel des heiligen Stephan

Nach Angaben der Gemeinde befand sich an der heutigen Stelle der Kapelle bereits eine heidnische Kultstätte. Erst um 1602 ist eine Wallfahrtskirche belegt, die deutlich größer als der heutige Bau war. Dieser wurde nach Schober im 17. oder 18. Jahrhundert bzw. nach anderen Quellen nach der Säkularisation zerstört und durch den heutigen Bau ersetzt. Die vormalige Ausstattung befindet sich zum Teil in der Frauenkirche in Machtlfing. Nach dem Neubau wurde die Kapelle mehrfach geplündert und erst im Mai 1933 erneut geweiht.
Von Tutzing führt heute ein Pilgerweg zum Kloster Andechs an der Kapelle vorbei.

## Ausstattung

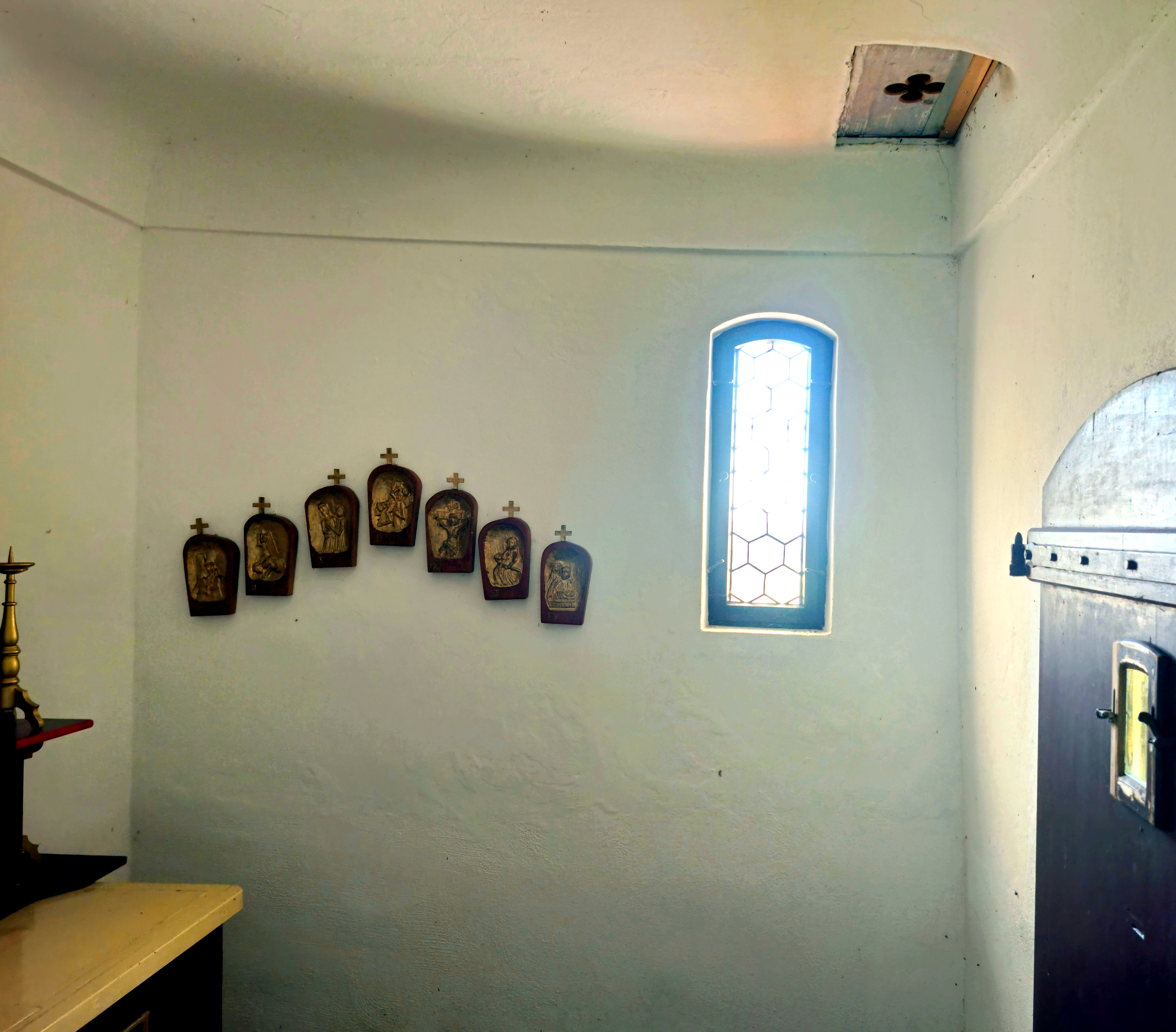
Kreuzwegreliefs an der Seitenwand

Die Kapelle ist ein einräumiger Satteldachbau. Ein Teil der Ausstattung befindet sich heute noch in der Frauenkirche in Machtlfing. Erhalten sind ein prächtiges Altarretabel des Heiligen Stephan sowie einige Votivbilder und Heiligenfiguren.
Der Kreuzweg wurde von Josef Ortner in den 1990er Jahren von Hand geschnitzt. Das Altarbild ist eine Fotokopie des alten Altares.